# Boleslaw Kornelijewitsch Mlodsijewski

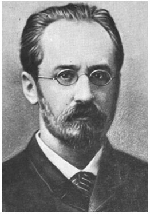
Boleslaw Kornelijewitsch Mlodsijewski

Boleslaw Kornelijewitsch Mlodsijewski, russisch Болеслав Корнелиевич Млодзиевский, englische Transkription Boleslav Kornelievich Mlodzeevskii oder Mlodzievsky, (* 28. Junijul. / 10. Juli 1858greg. in Moskau; † 18. Januar 1923) war ein russischer Mathematiker.

## Leben
Sein Vater Korneli Jakowlewitsch Mlodsejewski (1818–1865) war Medizinprofessor und Pathologe an der Lomonossow-Universität. Mlodsijewski studierte ab 1876 Mathematik an der Lomonossow-Universität mit dem Abschluss 1880. Ab 1885 war er Assistenzprofessor. Er wurde 1886 promoviert und habilitierte sich 1890. Er war ab 1890 zu einem Studienaufenthalt im Ausland in Zürich, Göttingen und Paris und wurde 1892 außerordentlicher und 1899 ordentlicher Professor in Moskau. 1911 wurde er nach Studentenunruhen wie einige andere Professoren entlassen und unterrichtete eine Weile an der Volksuniversität A. L. Schanjawski, bevor er 1917 wieder an der Universität eingestellt wurde. Er war dort der erste Direktor des Instituts für Mathematik und Mechanik.
Er lehrte auch an einer Moskauer Ingenieursschule und anderen Spezialschulen und war ein Pionier im Aufbau von Mathematikkursen für Frauen in Moskau, in denen er 1906 auch die Form des in Deutschland verbreiteten mathematischen Seminars erstmals in Russland ausprobierte (sie wurden dann auch an der Universität eingeführt). Er gab erste Vorlesungen über die Theorie reeller Funktionen und Mengenlehre in Russland.
Er befasste sich mit Geometrie (Algebraische Geometrie, Differentialgeometrie), Mechanik, Himmelsmechanik und geometrischer Optik.
Er war von 1921 bis 1923 Präsident der Moskauer Mathematischen Gesellschaft.